# Windward Islands Airways
Windward Islands Airways (Winair) é uma companhia aérea que serve as Pequenas Antilhas, no Mar do caribe. A companhia tem sede no Aeroporto Internacional Princesa Juliana, na ilha de São Martinho. Também é a única companhia aérea a operar no Aeroporto Juancho E. Yrausquin, em Saba, considerado um dos mais perigosos do mundo, devido a sua pequena pista de pouso/decolagem de 400 metros. Mesmo assim, nunca houve acidentes no aeroporto. A companhia fornece um bom serviço, segundo várias fontes.

## Frota
A frota é composta por 7 aviões:
| Avião                | Unidades | Capacidade de passageiros |
| -------------------- | -------- | ------------------------- |
| DHC-6 Twin Otter 300 | 4        | 19 Passageiros            |
| ATR 42-500           | 1        | 48 Passageiros            |
| ATR 42-600           | 1        | 48 Passageiros            |

## Linhas
A companhia opera 11 linhas, a maioria nas Antilhas:
| Cidade         | País             | Aeroporto                                     |
| -------------- | ---------------- | --------------------------------------------- |
| The Valley     | Anguilla         | Clayton J. Aeroporto Internacional de Lloyd   |
| Marigot        | Dominica         | Aeroporto de Melville Hall                    |
| Charlestown    | Nevis            | Vance W. Aeroporto Internacional de Amory     |
| The Bottom     | Saba             | Juancho E. Yrausquin Airport                  |
| Gustavia       | Saint-Barthélemy | Gustaf III Airport                            |
| Basseterre     | São Cristóvão    | Robert L. Aeroporto Internacional de Bradshaw |
| Oranjestad     | Sint Eustatius   | FD Roosevelt Airport                          |
| Philipsburg    | Sint Maarten     | Aeroporto Internacional Princess Juliana      |
| Road Town      | Tortola          | Terrance B. Aeroporto Internacional Lettsome  |
| San Juan       | Porto Rico       | Aeroporto Internacional Luis Muñoz Marín      |
| Pointe-à-Pitre | Guadalupe        | Pointe-à-Pitre Aeroporto Internacional        |